# Dhritarashtra
Dhritarashtra (sanskrit: धृतराष्ट्र, translittererat: Dhr̥tarāṣṭra) var en härskare över det forntida Kururiket och en central gestalt i det hinduiska eposet Mahabharata. Han är i indisk mytologi farbror och fosterfar till Pandavas.
Dhritarashtras vänlighet mot de fem barnen väckte hans sons, Duryodhana, avund. Dhritarashtras föddes blind eftersom hans moder blundade när han avlades.